# Genesis (2010)
L'édition 2010 de Genesis est la 5e édition de TNA Genesis, une manifestation annuelle de catch professionnel télédiffusée et visible uniquement en paiement à la séance. L'événement, produit par la fédération Total Nonstop Action Wrestling, a eu lieu le 17 janvier 2010 à TNA Impact! Zone de la ville de Orlando, Floride, aux États-Unis. Ce sont généralement des gros matchs qui ponctuent les rivalités en cours avec notamment des matchs pour les titres de la TNA, le main-event étant le point culminant concluant la soirée.

## Contexte
Les spectacles de la Total Nonstop Action Wrestling en paiement à la séance sont constitués de matchs aux résultats prédéterminés par les scénaristes de la TNA. Ces rencontres sont justifiées par des storylines - une rivalité avec un catcheur, la plupart du temps - ou par des qualifications survenues dans les émissions de la TNA telles que TNA Xplosion et TNA Impact!. Tous les catcheurs possèdent un gimmick, c'est-à-dire qu'ils incarnent un personnage face (gentil), heel (méchant) ou tweener (neutre, apprécié du public), qui évolue au fil des rencontres. Un pay-per-view comme Genesis est donc un évènement tournant pour les différentes storylines en cours.

## Match et résultats de la soirée
- Hulk Hogan a fait son grand retour à la TNA avec Eric Bischoff. L'Impact! Zone a changé, il y a un ring à 4 côtés et de nouveau Titantron plus une nouvelle rampe.
- Amazing Red def. Brian Kendrick et conserve le TNA X Division Championship
- Sean Morley def. Christopher Daniels
- Tara def. O.D.B dans un Two out of Three Falls Match pour remporter le TNA Women's World Championship(2:0)
- Matt Morgan et Hernandez def. The British Invasion (Brutus Magnus et Douglas Williams) pour remporter le TNA World Tag Team Championship
- Desmond Wolfe def. D'Angelo Dinero
- Beer Money, Inc. (James Storm et Robert Roode) def. Kevin Nash et Sean Waltman
- Mr.Anderson def. Abyss
- AJ Styles def. Kurt Angle grâce aux interventions de Ric Flair pour conserver le TNA World Heavyweight Championship

## Résultats détaillés
| No. | Résultats                                                                               | Stipulations                                                           | Temps |
| --- | --------------------------------------------------------------------------------------- | ---------------------------------------------------------------------- | ----- |
| 1   | Amazing Red (c) def. Brian Kendrick                                                     | Match simple pour le TNA X Division Championship                       | 09:04 |
| 2   | Sean Morley def. Christopher Daniels                                                    | Match simple                                                           | 09:07 |
| 3   | Tara def. ODB (c)                                                                       | Two Out of Three Falls match pour le TNA Women's Knockout Championship | 09:20 |
| 4   | Matt Morgan et Hernandez def. The British Invasion (c) (Brutus Magnus et Doug Williams) | Tag Team match pour le TNA World Tag Team Championship                 | 08:45 |
| 5   | Desmond Wolfe (et Chelsea) def. D'Angelo Dinero                                         | Match simple                                                           | 13:32 |
| 6   | Beer Money, Inc. (James Storm et Robert Roode) def. The Band (Kevin Nash et Syxx-Pac)   | Tag Team match                                                         | 09:43 |
| 7   | Mr. Anderson def. Abyss                                                                 | Match simple                                                           | 10:35 |
| 8   | A.J. Styles (c) def. Kurt Angle                                                         | Last Chance match for the TNA World Heavyweight Championship           | 28:48 |